# Тала (блюдо)
Тала́ — традиционное блюдо ряда коренных народов Дальнего Востока России.
Это блюдо традиционно делается из сырой рыбы осетровых пород, сазана, щуки и некоторых других, и никогда для этого блюда не использовался тихоокеанский лосось.
Более современный рецепт приготовления талы — тонко нарезанное соломкой мясо рыбы смешать с уксусной эссенцией, добавить резанный полукольцами репчатый лук, соль и перец по вкусу. Перемешать, настоять 20 минут, ещё раз перемешать — блюдо готово.
Картофельная тала делается по тому же принципу — мелко нарезается, но потом она обдаётся кипятком так, чтобы картофель не превратился в «толчёную» массу, а оставался такой же — соломкой. К картофелю, как правило, добавляется копчёная кета, нарезанная мелкими кусочками. Этот вариант имеет место как зимой, так и летом.
Частое употребление этого блюда может способствовать распространению заболеваемости опасным для здоровья описторхозом.